# Jean Lejeune
Pour les articles homonymes, voir Jean Lejeune (homonymie) et Lejeune.
Jean Lejeune, surnommé le Père l'Aveugle, né à Poligny (Comté de Bourgogne, Saint-Empire romain germanique) en 1592 et mort à Limoges (Limousin, Royaume de France) le 19 août 1672, en France, est un religieux et théologien franc-comtois, prêtre de l'Oratoire.

## Premières années
Jean Lejeune est le fils d'un conseiller au parlement de Dole, où ses ancêtres occupaient depuis plus d'un siècle les premières charges de la magistrature.
Il est chanoine d'Arbois lorsque, attiré par la réputation du père de Bérulle, il entre en 1621 dans la nouvelle congrégation de l'Oratoire. Ses supérieurs l'ayant envoyé, au bout de trois ans, pour être directeur du séminaire de Langres, monseigneur Zamet, évêque de cette ville, le charge, conjointement avec le père Bence, de réformer les règles des religieuses de l'abbaye du Tard ; ils y réussissent. 
Le père Lejeune aimait prêcher aux pauvres gens, mais on lui demande d'assurer les stations d'avent et de carême dans les principales villes du royaume, et pour finir on lui demande de prêcher à la cour. Au lieu de choisir un de ses plus beaux sermons pour faire briller ses talents, il se contente de faire une instruction familière sur « les devoirs des grands, et spécialement sur l'obligation où ils sont de veiller à l'éducation de leurs enfants, à la conduite de leurs domestiques, et à tout ce qui peut contribuer au maintien du bon ordre dans leurs familles ». 
Le sujet est nouveau pour les courtisans. L'air humble et mortifié du prédicateur, la simplicité de son débit et de sa composition, les surprennent encore bien davantage. Il parvient pourtant à les toucher.

## Cécité et guérison partielle
C'est en prêchant le carême à Rouen, en 1655, qu'il perd entièrement la vue. Quelque temps après, une fluxion douloureuse l'ayant privé d'un œil, il dit plaisamment qu'« on voyait en lui le contraire de ce qui arrive aux autres hommes, qui de borgnes deviennent quelquefois aveugles, au lieu que d'aveugle il était devenu borgne ».

## Mission auprès des protestants
Dans la mission d'Orange, le père Lejeune est le premier à prêcher non par controverse en chaire, mais sur le terrain, en insistant sur les ressemblances entre catholicisme et protestantisme. Dans la mission de Grignan, qui suit celle d'Orange, il donne des conférences aux curés et aux vicaires pour mieux les former à leur sacerdoce.

## Dernières années missionnaires et mort
Le père Lejeune consacre les vingt dernières années de sa vie à faire des missions dans le diocèse de Limoges. Il en parcourt la plupart des paroisses, à la tête d'une société de missionnaires qu'il avait lui-même formés. Forcé dans les deux dernières années de sa vie, par le poids de l'âge et des infirmités, à ne plus sortir de sa chambre, il y donne des cours de catéchisme. Il y meurt enfin à l'âge de quatre-vingts ans, le 19 août 1672. 
Une foule nombreuse vient alors lui rendre hommage et chercher des reliques, et dit-on, faillit faire s'écrouler le plancher.

## Œuvre
Les sermons du père Lejeune furent imprimés à Toulouse, en quarante volumes in-8°. Les deux derniers ne parurent qu'après sa mort ; ils sont intitulés le Missionnaire de L'Oratoire,1667 (consultable sur Tolosana, Partie I, Partie 2), etc. Le docteur Grandin, censeur royal, s'étant permis de faire des changements dans le 5e volume sans en avertir l'auteur, celui-ci se plaignit amèrement dans l'avertissement du 7e volume, rétablit ce que le censeur en avait retranché, réfuta ce qu'il avait ajouté, et obtint un nouveau censeur. Il y a deux autres éditions de ce recueil : l'une de Rouen, en l'autre de Paris, en 1669.
On peut surtout en retenir son refus de mélanger citations mal choisies et histoires trop invraisemblables. Il s'en tient à des démonstrations solides et claires.
Massillon, lorsqu'il était consulté sur la prédication, conseillait la lecture réfléchie du père Lejeune, disant qu'il le regardait comme un excellent modèle d'éloquence chrétienne, pourvu qu'on eût assez de goût pour savoir discerner ce qu'il fallait y prendre de ce qu'il fallait y laisser ; que, quant à lui, il avait tiré de grands avantages de cette lecture. On aurait désiré que l'auteur, avant de les livrer au public, en eût corrigé les expressions surannées. Il en avait chargé le père de Lamirande ; mais celui-ci n'ayant osé remplir cette commission, le père Julien Loriot l'a exécutée d'une manière satisfaisante dans une édition qu'il a publiée en 1695. Les sermons choisis du père Lejeune furent traduits en latin et imprimés en un volume in-4° à Mayence, en 1667, sous ce titre : Joannis Junii deliciœ pastorum, sive conciones.
Le livre des sermons du Père Le Jeune marqua fortement toute la vie spirituel du futur Saint Benoît Joseph Labre, qui découvrit cet ouvrage dans la bibliothèque de son oncle. Le curé d'Erin l'évoque en ces termes : "Cet ouvrage le ravit ; il l'avait toujours dans les mains. Il le lut et le relut, il le dévorait avec tant d'avidité qu'il s'attira plusieurs fois des reproches.". D'ailleurs on peut penser que la fréquentation assidue des sermons du Père Le Jeune est à la source du soupçon de Jansénisme qui sera porté à Labre lors de son procès de béatification. 
Quelques biographes, trompés par la ressemblance du nom, lui ont attribué une traduction du traité de Grotius, De ventate religionis christianœ, qui est de Pierre Lejeune, ministre protestant.
Le père, Ruben, disciple du père Lejeune, avait prononcé l'oraison funèbre de son maître en présence de l'évêque de Limoges. Quoiqu'elle fût déjà fort longue, il y inséra depuis plusieurs circonstances dont il avait été lui-même témoin, et la donna au public sous ce titre : Discours funèbre sur la vie et la mort du R. P. Lejeune appelé communément l'Aveugle, etc., Limoges, 1674, in-8° ; Toulouse, 1679, même format.

## Source
« Jean Lejeune », dans Louis-Gabriel Michaud, Biographie universelle ancienne et moderne : histoire par ordre alphabétique de la vie publique et privée de tous les hommes avec la collaboration de plus de 300 savants et littérateurs français ou étrangers, 2e édition, 1843-1865 [détail de l’édition]